# Masicera bremii
Masicera bremii là một loài ruồi trong họ Tachinidae.